# Agrotis cremata
Agrotis cremata là một loài bướm đêm trong họ Noctuidae.